# Ратко Илић
Ратко Илић (Београд, 18. август 1944 — Београд, 11. септембар 1995) био је српски ТВ редитељ.

## Биографија
Завршио је режију на Академији за позориште, филм и радио- телевизију.
Као студент асистирао је на филмовима Душана Макавејева и Миће Поповића, а први посао на београдској Телевизији добио је као асистент редитељу Вуку Бабићу на снимању серије „ТВ буквар”. Највише је радио за документарни и дечији програм: Двоглед, Кино-око, Омладина пита, Људи и нарави, Улични певачи.
За Драмску редакцију снимио је две емисије Из живота наркомана, пратећи десет година београдске наркомане, а међународно признање донео му је филм Амбасадор је убијен у Стокхолму. Први је снимао филм о Хиландару, затим и "Осам векова Студенице".
Од 1986. до 1990. главни режисер популарне музичке емисије Диско фолк која се емитовала на ТВБ  и представљала многобројне извођаче новокомпоноване народне и забавне музике и њихове популарне хитове.
Прву литургију приказану на телевизији режирао је Илић са осам камера и двоје репортажних кола, 1990. године. Последња емисија коју је радио била је Чаробна фула Боре Дугића, 1991. Убрзо после стављен је на црну листу у време чистки на РТС у периоду 1992/93 и више није радио за Телевизију Београд.
Био је слободан уметник.
Преминуо је после краће болести 11. септембра 1995. године у Београду.